# Perognathus longimembris
Perognathus longimembris — вид гризунів родини Heteromyidae. Він зустрічається в Нижній Каліфорнії та Сонори в Мексиці та в Аризоні, Каліфорнії, Айдахо, Неваді, Орегоні та Юті в Сполучених Штатах. Його природне середовище існування — субтропічні чи тропічні сухі низинні луки.
П'ять мишей цього виду — Фі, Фай, Фо, Фам і Фуї — подорожували до Місяця та облетіли навколо нього 75 разів під час експерименту на борту Командного модуля космічного корабля «Аполлон-17» у грудні 1972 року. Четверо мишей пережили цю подорож. Шість інших P. longimembris були відправлені на орбіту разом із Skylab 3 у липні 1973 року, хоча ці тварини загинули лише через 30 годин після початку місії через збій електроживлення.

## Поведінка
Веде нічний спосіб життя і має короткий період активності протягом перших двох годин після заходу сонця, а потім спорадичну активність протягом решти ночі. Взимку вид спить і активний лише з квітня по листопад, причому чисельність швидко зростає навесні, досягаючи піку в червні та липні. Він шукає насіння, рослинний матеріал і дрібних безхребетних, яких повертає до нори в своїх защічних мішках.

## Морфологічна характеристика
М'яке, шовковисте без щетини хутро коричневе на верхній частині тіла та білувате на животі. Середні розміри дорослих особин: довжина тіла 56,7 мм, довжина хвоста 70,2 мм, довжина задніх лап 16,2 мм і довжина вуха 6,3 мм. Середня маса тіла дорослих особин становить 7–9 грамів